# Death Cab for Cutie
Death Cab for Cutie je americká indie rocková kapela založená v roce 1997.
Pojmenovali se podle stejnojmenné skladby písničkáře Viviana Stanshalla, která se objevila na desce Gorilla od skupiny Bonzo Dog Doo-Dah Band. Během svého více než desetiletého působení zatím vydali sedm studiových desek, v roce 2005 byli nominováni na Grammy (album Plans). Z této desky rovněž pocházejí známé singly „I Will Follow You into the Dark“ a „Soul Meets Body“.
Zpěvák a frontman kapely Ben Gibbard působí také v kapele The Postal Service.

## Diskografie

### Studiová alba
- 1998: Something About Airplanes
- 2000: We Have the Facts and We're Voting Yes
- 2001: The Photo Album
- 2003: Transatlanticism
- 2005: Plans
- 2008: Narrow Stairs
- 2011: Codes and Keys
- 2015: Kintsugi
- 2018: Thank You for Today

### EP
- 2000: The Forbidden Love
- 2002: The Stability
- 2004: Studio X Sessions
- 2005: The John Byrd